# Dischidesia kurokoi
Dischidesia kurokoi är en fjärilsart som beskrevs av Inoue 1963. Dischidesia kurokoi ingår i släktet Dischidesia och familjen mätare. Inga underarter finns listade i Catalogue of Life.